# Горни Калиманичи
Горни Калиманичи (на сръбски: Горњи Калиманићи) е село в Босна и Херцеговина, разположено в община Соколац, в ентитета на Република Сръбска. Населението му според преброяването през 2013 г. е 16 души, от тях: 16 (100 %) сърби.

## Население
Численост на населението според преброяванията през годините:
- 1961 – 288 души
- 1971 – 286 души
- 1981 – 142 души
- 1991 – 86 души
- 2013 – 16 души